# Elvira Willman
Agnes Elvira Maria Willman (ur. 10 sierpnia 1875 w Uusikaupunki, zm. 17 kwietnia 1925 w Moskwie) – fińska dramaturżka, dziennikarka, działaczka rewolucyjna i socjalistyczna.  
Jedna z najważniejszych kobiet we wczesnym fińskim ruchu robotniczym, uważana za pierwszą fińską pisarkę podejmującą w swojej twórczości tematy klasy robotniczej, choć sama nie miała robotniczego pochodzenia. Po wojnie domowej w Finlandii w 1918 Willman i jej mąż Voitto Eloranta uciekli do Rosji radzieckiej. Oskarżeni o podżeganie do morderstwa ośmiu fińskich komunistów w partyjnym lokalu, oboje zostali skazani na śmierć i straceni.

## Życiorys
Urodziła się w Uusikaupunki w zachodniej Finlandii, jednak po rozwodzie rodziców przeprowadziła się do Helsinek, gdzie ukończyła w 1894 szwedzkojęzyczną szkołę średnią. Studiowała języki, historię i literaturę na uniwersytecie w Helsinkach, rok akademicki 1899–1900 spędziła na uniwersytecie w Paryżu. Po powrocie do Finlandii Willman działała w ruchu młodofinów, organizującym opór przeciwko rusyfikacji Finlandii. Wkrótce zainteresowała się ruchem robotniczym. Wstąpiła do Partii Socjaldemokratycznej i pracowała jako w lewicowym piśmie literackim. W sierpniu 1906 brała udział w powstaniu marynarzy w twierdzy Sveaborg. Była jedną z osób kontaktowych buntowników w Helsinkach, a jej mieszkanie było wykorzystywane jako punkt kontaktowy. 
Podczas wojny domowej w 1918 Willman pracowała jako dziennikarka, zaś jej mąż Voitto Eloranta był członkiem sztabu generalnego fińskiej Czerwonej Gwardii na odcinku frontu pod Savo. W obliczu porażek fińskich komunistów w wojnie, Willman wraz z dziećmi uciekła do radzieckiej Rosji, wkrótce potem dołączył do niej Eloranta. Oboje wstąpili do działających w Piotrogrodzie struktur Komunistycznej Partii Finlandii i znaleźli się w opozycji wobec jej komitetu centralnego. Wewnątrzpartyjny konflikt miał tło taktyczne i personalne, ale wiązał się również z postępowaniem części partyjnych liderów, którzy w odróżnieniu od zwykłych fińskich emigrantów w Piotrogrodzie prowadzili wystawny tryb życia, ku oburzeniu szeregowych działaczy.
31 sierpnia 1920 ośmioro działaczy Komunistycznej Partii Finlandii, w tym jej czołowi działacze Jukka Rahja, Väinö Jokinen, Tuomas Hyrskymurto i Kosta Lindquist zostało zastrzelonych w lokalu partyjnym przy Prospekcie Kamiennoostrowskim (tzw. klub Kuusinena). Rosyjski sąd uznał Voitto Elorantę za  głównego podżegającego do morderstwa, chociaż ten wszystkiemu zaprzeczał (faktycznie jednak w jego mieszkaniu odbywały się spotkania partyjnej opozycji i rozmawiano o zabójstwie skompromitowanych liderów). Eloranta został skazany na śmierć i stracony w listopadzie 1922, natomiast Willman została zwolniona z braku dowodów. Przeprowadziła się do Moskwy, gdzie została ponownie aresztowana w lipcu 1924. Jej proces wznowiono; została uznana za winną, skazana na śmierć 13 kwietnia 1925 i stracona cztery dni później. 

## Działalność literacka
W swoich pracach Willman poruszała tematykę praw kobiet, sięgała także do problemów queer. Debiutowała sztuką Lyyli, której premiera odbyła się w Teatrze Narodowym Finlandii w 1903. Dramat opowiada historię robotnicy Lyyli, która najpierw zostaje uwiedziona, a następnie pozostawiona przez mężczyznę z wyższej klasy. Dramat Kellarikerroksessa z 1907 porusza tematykę prostytucji i queer. Powieść Vallankumouksen vyöry ma częściowo autobiograficzny charakter, przedstawiając bunt w Sveaborgu w 1906, chociaż akcję przeniesiono na czas rewolucji rosyjskiej w 1917 Powieść zawiera krótką scenę zauroczenia mężczyzny innym mężczyzną. 
- Korpisuolaiset (1895)
- Lyyli (1903)
- Rhodon Valtias (1904)
- Lucretia Borgia (1904)
- Kellarikerroksessa (1907)
- Juopa (1908)
- Rakkauden orjuus (1916)
- Veriuhrit (1917)
- Vallankumouksen vyöry (1918)